# مارتي جونز
مارتي جونز (بالإنجليزية: Marty Jones)‏ هو مصارع هاوي بريطاني، ولد في 13 ديسمبر 1953 في أولدهام في المملكة المتحدة.

## روابط خارجية
- مارتي جونز على موقع CageMatch worker (الإنجليزية)
- مارتي جونز على موقع قاعدة بيانات المصارعة على الإنترنت (الإنجليزية)